# Кирилл (Наумов)
Епископ Кирилл (в миру Василий Николаевич Нау́мов; 25 декабря 1823, Калуга — 10 февраля 1866, Казань) — епископ Русской православной церкви, епископ Мелитопольский.

## Биография
Родился 25 декабря 1823 года в городе Калуге в семье диакона.
Окончил Калужскую духовную семинарию. В 1843 году поступил в Санкт-Петербургскую духовную академию.
7 июня 1847 года пострижен в монашество, 22 июня рукоположён в сан иеродиакона, а 21 июля — в сан иеромонаха; 31 октября назначен бакалавром при духовной академии, а 12 декабря того же года — помощником инспектора духовной академии.
22 марта 1849 года ему была присвоена степень магистра богословия.
В 1855 году получил степень доктора богословия за диссертацию «Пастырское Богословие».
В 1857 году возведён в сан епископа Мелитопольского и назначен начальником Русской духовной миссии в Иерусалиме.
В письмах к митрополиту Макарию жаловался на трудность служения: «Службы, приёмы, визиты, соображения, донесения, доклады и вся частная, полуофициальная и официальная переписка, писал он, лежат на мне одном». Утомлённый непрерывною деятельностью, он просился на покой.
22 июня 1863 году был уволен на покой и ему поручено управление казанским Спасо-Преображенским монастырём.
Московский митрополит Филарет (Дроздов) называл его человеком, «обладающим свободным движением мысли и слова, но опытом не подготовленным к делу».
Скончался 10 февраля 1866 года. Погребён под алтарём в церкви святых мучеников Киприана и Иустины при Казанском Спасо-Преображенском монастыре.

## Сочинения
- «Пастырское богословие»
- «Минуты уединённых размышлений»
- «Слово по окончании выборов Санкт-Петербургского дворянства 20 марта 1857 г.»;
- «Речь при наречении во епископа»;
- «Письма к митрополиту Макарию (Булгакову)»
- «Жизнь св. Александра Невского»;
- «Акафист св. Александру Невскому».